# Stade Ramón Aguilera
Pour les articles homonymes, voir Stade Aguilera.
L'Estadio Ramón Tahuichi Aguilera (français : Stade Ramón Tahuichi Aguilera), communément appelé El Tahuichi est un stade omnisports situé dans la ville de Santa Cruz de la Sierra en Bolivie. Sa capacité actuelle est de 33 000 spectateurs et un projet prévoit un agrandissement à 64 000 places.

## Histoire
L'enceinte porte le nom de stade départemental de Santa Cruz lors de son inauguration en 1940. En 1972, le pilote automobile bolivien Willy Bendeck décède et le stade porte son nom en hommage. En 1979, l'académie de football Tahuichi Aguilera est invitée à un tournoi international en Argentine où s'affrontent des équipes des moins de 15 ans. L'académie remporte la compétition et la ville de Santa Cruz décide en reconnaissance de renommer le stade du nom du fondateur de l'académie, Ramón Tahuichi Aguilera.

## Compétitions sportives
L'activité principale du stade Ramón Tahuichi Aguilera est le football et il sert d'enceinte à trois clubs de la ville : l'Oriente Petrolero, le Club Blooming et les Destroyers Santa Cruz. Le stade accueille également des matchs de la Copa América 1997.